# Кармен Салінас
Кармен Салінас Лосано (ісп. Carmen Salinas Lozano; 5 жовтня 1939, Торреон, Коауїла — 9 грудня 2021, Мехіко) — мексиканська акторка та політична діячка.

## Життєпис
Народилася 5 жовтня 1939 року у місті Торреон, штат Коауїла, в родині Хорхе Салінас Переса Техади та Кармен Лосано Вірамонтес. У 10 років почала виступати на радіо. 1964 року дебютувала на телебаченні під керівництвом Ернесто Алонсо, а з 1970 року почала зніматися в кіно, і з того часу її фільмографія налічує понад 120 кіно- та теле-ролей. 1993 року отримала премію TVyNovelas у категорії Найкраща акторка другого плану за роль у теленовелі «Марія Мерседес». 1999 року виборола цю ж премію в цій же категорії за роль у теленовелі «Прекрасний». 2003 року нагороджена почесною нагородою TVyNovelas за 50-річну акторську кар'єру.
1956 року вступила у шлюб з музикантом Педро Пласенсія Раміресом (1931—2016). У пари народились двоє дітей — син Педро Пласенсія Салінас (7 листопада 1956 року), який став піаністом та композитором і помер від раку легень 19 квітня 1994 року в віці 37 років, та донька Марія Еухенія. Розлучилися 1979 року.
У 2015—2018 роках Салінас була депутатом Конгресу Мексики від Інституційно-революційної партії.
Кармен Салінас померла 9 грудня 2021 року у Мехіко від геморагічного інсульту в 82-річному віці.

## Вибрана фільмографія
| Рік       |   | Українська назва                 | Оригінальна назва              | Роль                               |
| --------- | - | -------------------------------- | ------------------------------ | ---------------------------------- |
| 1970      | с | Посмішка диявола                 | La sonrisa del diablo          | Перла                              |
| 1970      | ф | Марне життя Піто Переса          | La vide unúil de Pito Perez    | Пелагія                            |
| 1972      | ф | Донья Макабра                    | Doña Macabra                   | Лусіла                             |
| 1984      | ф | Карнавальна ніч                  | Noche de carnaval              | Панчіта                            |
| 1986—1997 | с | Жінка, випадки з реального життя | Mujer, casos de la vida real   | різні персонажі                    |
| 1992      | с | Марія Мерседес                   | María Mercedes                 | донья Філогонія                    |
| 1993      | с | Прекрасний                       | Preciosa                       | Мама Пачіс                         |
| 1995—1996 | с | Марія з передмістя               | María la del barrio            | Агріпіна Перес                     |
| 2000—2001 | с | Обійми мене міцніше              | Abrázame muy fuerte            | Селія Рамос                        |
| 2002      | с | Між коханням і ненавистю         | Entre el amor y el odio        | донья Чело                         |
| 2003—2004 | с | Серпанок нареченої               | Velo de novia                  | Мальвіна Гонсалес                  |
| 2008      | с | Роза Гвадалупе                   | La Rosa de Guadalupe           | Кармеліта                          |
| 2009      | с | Жінки-вбивці                     | Mujeres asesinas               | Кармен Хіменес                     |
| 2009—2010 | с | Поки гроші не розлучать нас      | Hasta que el dinero nos separe | Аркадія Алькала де Рінкон          |
| 2010—2011 | с | Тріумф любові                    | Triunfo de amor                | Мілагрос Роблес де Мартінес        |
| 2014—2015 | с | Моє серце твоє                   | Mi corazón es tuyo             | Іоланда де Васкес де Кастро        |
| 2016      | с | Сон кохання                      | Sueño de amor                  | Маргарита Мансанарес де Ф'єрро     |
| 2018—2019 | с | Мій чоловік має сім’ю            | Mi marido tiene familia        | донья Крісанта Діас де Корсега     |
| 2021—2022 | с | Мені пощастило кохати тебе       | Mi fortuna es amarte           | Маргарита «Магос» Домінгес Негрете |

## Нагороди та номінації
TVyNovelas Awards
- 1993 — Найкраща акторка другого плану (Марія Мерседес).
- 1996 — Номінація на найкращу акторку другого плану (Марія з передмістя).
- 1999 — Найкраща акторка другого плану (Прекрасний).
- 2001 — Номінація на найкращу акторку другого плану (Обійми мене міцніше).
- 2002 — Спеціальна премія за кар'єрні досягнення.
- 2002 — Номінація на найкращу акторку другого плану (Між коханням і ненавистю).
- 2003 — Спеціальна премія за 50-річну акторську кар'єру.
- 2010 — Номінація на найкращу роль у виконанні заслуженої акторки (Поки гроші не розлучать нас).
- 2012 — Номінація на найкращу роль у виконанні заслуженої акторки (Тріумф любові).
- 2019 — Номінація на найкращу роль у виконанні заслуженої акторки (Мій чоловік має сім’ю).

Califa de oro
- 2011 — Найкращий виступ року (Тріумф любові).

TV Addicto Golden Awards
- 2014 — Найкраща комедійна акторка (Моє серце твоє).
- 2016 — Найкраща комедійна акторка (Сон кохання).
- 2019 — Найкраща комедійна акторка (Мій чоловік має сім’ю).